# Фрідман Михайло Маратович
Миха́йло Мара́тович Фрі́дман (21 квітня 1964 , Львів ) — російський олігарх, бізнесмен, громадянин Росії та Ізраїлю. Співтворець, співвласник та голова наглядової ради директорів консорціуму «Альфа-груп» (також входить до наглядової ради директорів ряду дочірніх підприємств консорціуму, найвідомішими з яких є Альфа-банк/Sense Bank (до грудня 2022 року Альфа-банк Україна), Veon/Beeline/Kyivstar, X5 Retail Group та IDS Borjomi International/Моршинська/Миргородська), співвласник та голова ради директорів нафтової компанії «ТНК-ВР» (існувала у 2003—2013 роках), член бюро і правління Російського союзу промисловців і підприємців, член Російської національної спілки корпоративного управління, віцепрезидент Російського єврейського конгресу.
Фрідман лауреат низки премій в області бізнесу і підприємництва, посідав провідні місця в російських і міжнародних рейтингах менеджерів. 2006 року посідав № 6 серед найбагатших росіян і № 50 в рейтингу найбагатших людей світу за версією журналу Forbes; в 2015 році статки Фрідмана Forbes оцінив уже в $14,6 млрд, що дозволило йому посісти 2-е місце в Росії та 68-е місце у світі.
Має тісні зв'язки з путінським режимом.

## Життєпис

### Ранні роки
Народився у Львові 21 квітня 1964 року. У школі був відмінником. Після школи вступив до Московського інституту сталі і сплавів на факультет кольорових і рідкісноземельних металів, закінчив його 1986 року. Під час навчання познайомився з Владиславом Бабаковим, Петром Авеном і Олександром Касьяненком і відтоді підтримував з ними контакти.

### Діяльність в Росії
Закінчивши інститут, Фрідман став інженером-конструктором підмосковного заводу «Електросталь», але вже 1988 року (за іншими даними, 1986) зайнявся бізнесом. Про перші компанії, створені Фрідманом, ЗМІ наводять суперечливу інформацію. За деякими даними, спочатку був створений кооператив, що займався миттям вікон, а потім на зароблені кошти бізнесмен почав створювати майбутній концерн «Альфа-груп». Біля його витоків стояли СП «Альфа-еко» (створено 1989 року Фрідманом і Авеном) і компанія з торгівлі цукром, комп'ютерами і килимами «Альфа-фото».
1990 року на кошти цих структур Фрідман створив чековий фонд «Альфа-капітал», а 1991-го — Альфа-банк, в якому із самого початку обіймав посаду голови ради директорів. Зліт цієї кредитної організації був таким стрімким, що в медіа заговорили про участь в її справах злочинного капіталу. На початок 2000-х років Альфа-банк став універсальною кредитною організацією, що здійснювала всі види банківських операцій, представлених на ринку фінансових послуг, і одним з найбільших банків Росії за величиною активів і власного капіталу.
Надалі Альфа-банк, що активно торгував цінними паперами, став провідною компанією «Альфа-груп». Навесні 1993 року Фрідман залучив у банк Авена, як консультанта, який незадовго до цього пішов у відставку з посаду міністра із зовнішніх економічних зв'язках Росії, і 1994 року Авен став президентом кредитної організації. На думку низки мас-медіа, рушійною силою фрідманського бізнесу став саме Авен.
1995 року структури Фрідмана запідозрили в контрабанді наркотиків. Конкуренти «Альфи» прагнули роздути скандал, і хоча сам Фрідман в матеріалах кримінальних справ, пов'язаних з подією, не фігурував, історія ця не пройшла безслідно: відтоді в ЗМІ неодноразово з'являлися повідомлення про те, що Фрідман з Авеном нібито зробили бізнес на наркотиках. Починаючи з кінця 1990-х років «Альфа-груп» стала переслідувати журналістів і видання, що поширювали цю інформацію, в судовому порядку.
1995 року Фрідман увійшов до ради директорів ЗАТ «Суспільне російське телебачення» (ЗАТ «ОРТ»), залишався на цій посаді по 1998 рік включно. 1996 Фрідман став головою ради директорів консорціуму «Альфа-груп» і був уведений до складу ради директорів ВАТ «Нафтова компанія СИДАНКО». Того ж року бізнесмен виступив засновником Російського єврейського конгресу, його обрали віцепрезидентом і очільником комітету з культури РЄКа. Пізніше, 2002 року, Фрідман обійняв посаду голови Конференції керівників єврейських організацій Росії (КРЕОР).
На початку 1998 року Фрідман увійшов до складу ради директорів ЗАТ «Торговельний дім „Перекресток“». У червні 1998 року, коли в країні почалася фінансова криза, бізнесмен взяв участь в зустрічі керівників найбільших фінансово-промислових корпорацій країни з президентом і прем'єр-міністром Росії. За підсумками цієї зустрічі її учасники підписали звернення до своїх колег, в якому схвалили і закликали підтримати екстрені заходи, зроблені президентом, урядом і Центральним банком РФ. Того ж 1998 року на тлі фінансової кризи відбулося злиття Альфа-банка і групи «Альфа-капитал», а Фрідман став головою ради директорів оновленого Альфа-банку. За підсумками серпневого дефолту «Альфа» виявилася єдиною фінансово-промисловою групою, жодне підприємство якої помітно не постраждало.
У 1999 і 2000 роках у пресі з'явилися повідомлення про те, що «Альфа-груп» має тісні зв'язки з Кремлем (оскільки Бабаков і Олександр Абрамов, що колись працювали в консорціумі, стали заступниками керівника президентської адміністрації). Крім того, до 2000 року багато людей, що колись працювали в «Альфа-груп», стали депутатами Держдуми. Проте ряд ЗМІ стверджували, що вплив «Альфи» на владу не був такий великий, як його зображали: залежність «колишніх альфівців» від своїх колишніх працедавців не була сильна.
До 2000 року в «Альфа-груп» увійшов торговельний дім «Перекресток», який на той час очолював Касьяненко. У лютому 2001 року Фрідман був уведений до складу Ради з підприємництва при уряді РФ, а в грудні того ж року очолив рейтинг 1000 найпрофесійніших менеджерів Росії (рейтинг складали Асоціація менеджерів за участю видавничого дому «Комерсант»). У тому ж місяці газета «Ведомости» визнала Фрідмана підприємцем року — за найефективніше управління бізнесом.
На початку 2001 року «Альфа-груп» почала переговори з ОАО «Вимпел-комунікації» про злиття. У липні 2001 року Фрідман увійшов до складу ради директорів ВАТ, після чого, в листопаді 2001 і на початку 2002 року, консорціум придбав стратегічний пакет акцій «Вимпелкома».
У лютому 2003 року британський концерн British Petroleum (BP) придбав за 6,75 мільярда доларів США 50 відсотків акцій російського нафтового концерну «Тюменська нафтова компанія». До цього концерном ТНК «Альфа-груп» Фрідмана володіла в рівних долях з підконтрольною Віктору Вексельбергу російською компанією Access-Renova. У березні того ж року Фрідман був призначений головою наглядової ради «ТНК-ВР». За цю операцію бізнесмен отримав ряд престижних міжнародних нагород, що присуджуються за успіхи у веденні бізнесу.
У липні 2005 року Фрідман і колишній прем'єр-міністр Росії Михайло Касьянов фігурували в ЗМІ у зв'язку з так званою «дачною справою» — звинуваченнями в незаконному придбанні нерухомості, що була державною власністю (дачні комплекси «Сосновка-3» і «Сосновка-1»). 17 січня 2006 року суд визнав недійсним аукціон з продажу Фрідману дачі «Сосновка-3», зажадавши повернути у держвласність увесь комплекс розташованих на ділянці будівель; 2007 року суд також зобов'язав Касьянова повернути «Сосновку-1».
Навесні 2005 року внаслідок перехресної операції «Альфа-груп» придбала контрольний пакет компанії X5 Retail Group N.V., що об'єднала найбільші в Росії мережі магазинів «Пятерочка» і «Перекресток». Сума операції перевищила мільярд доларів США. Того ж року журнал Forbes вніс Фрідмана до списку найбагатших людей світу — його статок був оцінений в 7 мільярдів доларів (60-е місце).
Альфа-груп через компанії «Сторм» володіє часткою українського стільникового оператора KyivStar і перебуває в конфлікті щодо прав володіння з іншим великим акціонером, норвезькою Telenor. Фрідман намагається витіснити норвежців, з метою політичної підтримки зустрічався з президентом Ющенком, і пізніше українські суди підтвердили контроль «Сторм» над KyivStar. Telenor оскаржує це рішення в американських судах.
Восени 2005 року Фрідман увійшов до складу Суспільної палати РФ як представник Спілки сімей військовослужбовців. У вересні 2006 року голова Міжнародної спілки суспільних об'єднань ветеранів Збройних сил і правоохоронних органів Дмитро Камчаткін заявив, що обрання Фрідмана до Суспільної палати як представника Спілки «не вкладається в жодні рамки пристойності», оскільки ні сам бізнесмен, ні його близькі родичі до армії відносин не мали. Камчаткін заявив, що Спілка сімей військовослужбовців має намір добитися відкликання Фрідмана, проте бізнесмен залишився членом ОП.
Фрідман входить до бюро та складу правління Російської спілки промисловців і підприємців (РСПП), займається питаннями судової реформи. Є членом Національної ради з корпоративного управління (дорадчого органу, що об'єднує керівників найбільших російських компаній і федеральних органів влади), членом Міжнародного консультативної ради з іноземних відносин (США), членом Ради з банківської діяльності при уряді РФ.
Фрідман одружений, у нього дві дочки. Хобі — подорожі. Любить сам водити автомобіль, тривалий час захоплювався перегонами на джипах.

### Діяльність в Україні
Михайло Фрідман є давнім товаришем мера Львова Андрія Садового,[джерело?] за підтримки якого розвивався бізнес Альфа-Груп у Львові, зокрема, отримано офіс однойменного банку на площі Ринок. Крім того з 2011 року Михайло Фрідман проводив у Львові щорічний фестиваль Leopolis Jazz Fest.

#### Заснування Меморіального центру Голокосту «Бабин Яр» (МЦГБЯ)
У 2016 році, разом з іншими російськими олігархами Германом Ханом та Павлом Фуксом заснував проєкт Меморіального центру Голокосту «Бабин Яр» (МЦГБЯ) й разом вони пообіцяли інвестувати $100 мільйонів доларів США у його створення; з 2017 року офіційно став членом Наглядової ради МЦГБЯ.

## Погляди
У вересні 1998 року заявив, що російська банківська система виживе, якщо буде сформоване «вузьке коло» з 5-6 банківських установ і обмежена експансія іноземних банків. На думку Фрідмана, найліквідніші російські банки в умовах кризи, що склалася, мають отримувати певне підживлення на своє утримання, проте державі треба вирішити, як грамотно це зробити. Якщо такий вибір зі створення «вузького кола» зроблять, наголосив він, в Альфа-банку є всі шанси увійти до числа цих кількох банків. Водночас голова «Альфа-груп» зазначив, що для виживання банківської системи необхідна її жорстка самоорганізація і контроль з боку Центробанку. Зокрема, потрібно підвищити відповідальність вищих менеджерів банків за рішення, що проводяться ними, аж до кримінальної, оскільки іноді їхні дії здатні призвести до напруги в соціальній сфері. Крім того, за його словами, російські банки вимушені боротися за значних російських клієнтів на своїй же території з іноземними банками.
Вторгнення Росії в Україну в лютому 2022 року Фрідман назвав трагедією і закликав припинити кровопролиття.

## Санкції
Фрідман підтримує політику Кремля. До нього, та активів його компаній введено санкції.
В березні 2023 року Фрідман і Петро Авен заявили про плани продати свої частки в «Альфа-Банку», щоб обійти запроваджені проти них санкції.
У вересні 2023 року Британське агентство з боротьби зі злочинністю (NCA) припинило розслідування проти Фрідмана щодо ймовірного ухилення від санкцій.
17 жовтня 2023 року управління зі здійснення фінансових санкцій (OFSI) Британії обмежило виплати Фрідмана компанії, що утримує Athlone House до 30 000 фунтів на місяць. Директором компанії є помічниця Фрідмана Нігіна Заірова, що теж перебуває під санкціями.
У жовтні 2023 року Високий суд Лондона не дозволив Фрідману повернутися до Британії.

## Розслідування
10 жовтня 2023 року оголошений СБУ як особа, що ховається від органів досудового розслідування.. Йому було інкриміновано ч. 3 ст. 110-2 ККУ (фінансування дій, вчинених із метою насильницької зміни чи повалення конституційного ладу або захоплення державної влади, зміни меж території або державного кордону України).

## Особисте життя
Колишня дружина — росіянка Ольга Фрідман. Фрідман має чотирьох дітей: дочок Лору Фрідман (1993 р.н.), Катерину Фрідман (1996 р.н.), та Ніку Ожельску (2006 р.н.) та сина Олександра Ожельского (2000 р.н.).
Жив у Лондоні.

## Громадянства
Має ізраїльське та російське громадянства.

## Зв'язки з Путіним

### «Список Путіна»Міністерства фінансів США (2018)
З січня 2018 року Михайло Фрідман перебуває у так званому «Списку Путіна» Міністерства фінансів США (англ. U.S. Department of the Treasury). До цього списку, згідно з Актом про протидію ворогам Америки шляхом санкцій 29 січня 2018 року були внесені понад 200 росіян, наближених до президента Росії Володимира Путіна, й щодо яких можуть бути запроваджені санкції.

### «Список Путіна»Форуму вільної Росії (2018)
З грудня 2018 року Михайло Фрідман перебуває у так званому «Списку Путіна» Форуму вільної Росії; Фрідмана звинувачують у корупції та що його Альфа-груп має тісні зв'язки з Кремлем.

### Згадка в книзі«Люди Путіна»Кетрін Белтон (2020)
У книзі Кетрін Белтон «Люди Путіна» (англ. Putin's People) виданої видавництвом HarperCollins у квітні 2020 року окрім іншого йдеться про те що двоє з керівників Альфа-Груп, Пйотр Авен та Михайло Фрідман, ймовірно були пов'язані з КДБ СРСР — і його наступницею ФСБ — ще зі студентських років та початку їхніх кар'єр Як зазначає Говард Амос у своєму аналізі книги для видання Foreign Policy «Белтон […] показує що навіть ті мільярдери яких зазвичай вважають незалежними [від російської верхівки], насправді невід'ємно пов'язані з Кремлем. Вона згадує як власники приватного Альфа Банку [ ред. належить Альфа-Груп ], Міхаїл Фрідман та Пйотр Авен, наймали на роботу родичів приятелів-шпигунів Путіна з комуністичної Східної Німеччини».
На початку травня 2021 року російські олігархи Шалва Чігірінскій й Роман Абрамович, керівники Альфа-Груп Пйотр Авен та Михайло Фрідман та російська державна корпорація Роснєфть подали позов до суду на видавництво HarperCollins оскільки окремі тези книги вони вважають безпідставним наклепом.
Наприкінці липня 2021 року адвокати що представляють видавництво HarperCollins та адвокати що представляли Пйотра Авена та Михайла Фрідмана повідомили що сторони змогли укласти мирову угоду поза судом й що адвокати Авена/Фрідмана відкликали свої звинувачення після того, як видавництво HarperCollins погодилося внести зміни в подальші перевидання книги та перепросить за те, що не взяло коментарі цих двох росіян щодо їхніх ймовірних зв'язків із КДБ СРСР на початку їхніх кар'єр. Адвокат видавництва HarperCollins повідомив що зміни на які погодилося видавництво за умовами мирової угоди були дуже незначні й стосувалися всього трьох параграфів у книзі.